# Mont Mitoku
Le mont Mitoku (三徳山, Mitoku-san) est une montagne située à Misasa dans la préfecture de Tottori au Japon. Culminant à une altitude de 900 m, le mont Mitoku est connu depuis l'Antiquité comme un lieu de signification à la fois religieuse et de beauté pittoresque. La montagne abrite le Sanbutsu-ji, un temple historiquement significatif désigné important trésor du Japon en 1952.

## Étymologie
En japonais, le nom du mont Mitoku est formé de deux kanjis. Le premier, 三, signifie « trois » et le second, 徳, « vertu ». Santoku (三徳) se réfère donc aux trois vertus premières du bouddhisme : sagesse, renonciation et jugement[précision nécessaire]. Le mont Mitoku a également été historiquement écrit santoku (三美山, santoku), 三, pour « trois » et 美 pour « beau » mais la prononciation reste la même.

## Géographie

### Situation
Le mont Mitoku se trouve à 7,2 km du onsen de Misasa. Les régions à l'est et au sud du mont Mitoku sont montagneuses, profondément boisées et peu peuplées.

### Hydrographie
Deux rivières émergent des pentes du mont Mitoku : la Kotori-gawa qui forme une profonde vallée et une petite rivière sans nom. Les pentes abruptes du mont Mitoku ont créé trois chutes d'eau : la Fudō, la Mahebi et la Ryūtokuin. Situées profondément dans la forêt primaire du mont Mitoku, ces cascades sont inaccessibles aux randonneurs.

### Géologie
Le mont Mitoku a été formé à partir d'une éruption volcanique il y a environ 15 millions d'années dans la période du Pléistocène. Les couches de granite et autres conglomérats à la base de la montagne ont été transformés par un volcan en gros dépôts de pyroxène. La montagne s'est érodée au fil du temps par l'action conjuguée du vent et de la pluie. L'érosion sur le côté sud de la montagne a créé d'abruptes falaises de 40 à 60 m de haut.

### Flore
Le mont Dōgo propose des exemples remarquables de nombreux arbres dont :
- le noisetier shiba ;
- le chêne ;
- le cornouiller du Japon.